# Kurt Thomas (compositor)

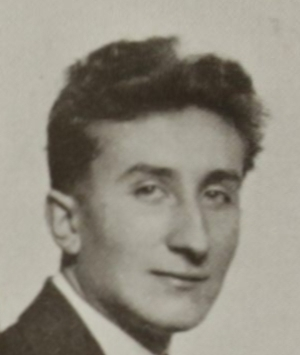
Kurt Thomas retratado por Ernst Hoenisch en 1926.

Kurt Thomas (Tönning, 25 de mayo de 1904 – Bad Oeynhausen, 31 de marzo de 1973) fue un compositor, director de orquesta y profesor de música alemán.

## Vida
Nació en Tönning en 1904. Su familia vivió desde 1910 en Lennep, donde asistió al Röntgen-Gymnasium de 1913 a 1922. Tras obtener el Abitur el 21 de abril de 1922, estudió derecho y música en la Universidad de Leipzig. Concluyó sus estudios en 1925 y trabajó como profesor de teoría musical en el Landeskonservatorium der Musik zu Leipzig. Compuso una Misa en la menor como su Op. 1, que le valió el Premio Beethoven de la Preußische Akademie der Künste en 1927. Iniciado por Karl Straube, fue nombrado profesor de composición y director del Kantorei (coral) del Instituto de música sacra de Leipzig. El coro recibió el nombre de "Kurt-Thomas-Kantorei" y realizó una gira por Alemania.
Thomas ejerció como profesor de dirección coral en la Akademische Hochschule für Musik de Berlín desde 1934 hasta 1939. Durante este tiempo participó en un concurso de la Reichsmusikkammer en el que ganó la medalla de plata en las Competiciones de arte en los Juegos Olímpicos con su Kantate zur Olympiade 1936 (Cantata para los Juegos Olímpicos 1936), que compuso especialmente con motivo de la celebración de los Juegos Olímpicos de Berlín 1936. Se afilió al NSDAP en 1940, con el número 7.463.935.
Desde 1939 hasta 1945 fue director del Musisches Gymnasium Frankfurt (Escuela secundaria con los principales estudios en música). Entre sus alumnos se encuentran los directores corales Heinz Hennig y Hans-Joachim Rotzsch; los compositores Alfred Koerppen, Wolfgang Pasquay, Wolfgang Schoor, Siegfried Strohbach, Paul Kuhn y el organista Michael Schneider.
A partir de 1945 fue Kantor (músico religioso) en la Dreikönigskirche de Fráncfort. De 1947 a 1955 fue profesor de dirección, especialmente de dirección coral, en la Nordwestdeutsche Musikakademie, actual Hochschule für Musik Detmold. Entre sus alumnos se encuentran los compositores Manfred Kluge, Diether de la Motte y Gerd Zacher, así como los músicos de iglesia Alexander Wagner y Hermann Kreutz. Mantuvo su puesto en la Dreikönigskirche hasta 1957.
Ejerció como Thomaskantor, el cantor del Thomanerchor desde 1957 hasta 1960. Sucedió a Günther Ramin el 1 de abril de 1957. Cuando en 1960 se canceló una gira prevista del Thomanerchor a Alemania Occidental, dejó el cargo. A partir de 1961 dirigió los conciertos del coro Bach-Verein Köln. Al mismo tiempo fundó en Fráncfort el coro de conciertos Frankfurter Kantorei, formado en su mayoría por miembros del Kantorei de la Dreikönigskirche, y dirigió el coro hasta 1969.
Thomas también fue profesor en la Musikhochschule Lübeck desde 1965. Falleció en 1973 en Bad Oeynhausen.

## Obra
Como compositor, Thomas se centró en la música coral. Volvió a la música a cappella, que combinó con lenguajes musicales tardorrománticos. Obras como su Misa en la menor de 1924 y su Pasión según San Marcos de 1927 formaron parte de una música reformada en las iglesias protestantes después de 1920. Publicó un libro sobre dirección coral en tres volúmenes, Lehrbuchs der Chorleitung, que fue reeditado en 1991, revisado y ampliado.
- Messe in a-Moll (Misa en la menor) para coro a cappella, Op. 1 (1924)
- Sonata para violín en mi menor, Op. 2
- Markuspassion (Pasión según San Marcos) (1927)
- Salmo 137 (An den Wassern zu Babel saßen wir - Junto a los ríos de Babilonia nos sentábamos) para dos coros a cuatro voces a cappella (1928)
- Weihnachtsoratorium (Oratorio de Navidad), Op. 17 (1930/31); estrenado el 4 de diciembre de 1931 por Staats- und Domchor Berlin.
- Variaciones para órgano, Op. 19, sobre el tema "Es ist ein Schnitter, heißt der Tod" (1932)
- Motetes, Op. 21, incluyendo:
  - "Fürwahr, er trug unsre Krankheit" (En verdad sufrió nuestra enfermedad)
  - "Gott wird abwischen alle Tränen" (Dios enjugará todas las lágrimas)
  - "Jauchzet Gott alle Lande" (Alégrese toda la tierra)
  - "Herr, sei mir gnädig" (Señor, ten piedad de mí)
  - "Herr, ich habe lieb die Stätte deines Hauses" (Señor, amo el lugar de tu casa)
  - "Von der ewigen Liebe" (Del amor eterno)
- Kantate zur Olympiade (Cantata para los Juegos Olímpicos 1936), Op. 28 (1936)
- Festliche Musik für Orgel (Música festiva para órgano), Op. 35
- Saat und Ernte (Semilla y cosecha), Op. 36 (oratorio)
- Eichendorff-Kantate (Cantata Eichendorff), Op. 37 (1938)
- Drei Abendlieder (Tres canciones vespertinas) para mezzosoprano y piano basadas en textos de Wolfram Brockmeier (1943)

## Grabaciones
Thomas grabó dos veces el Oratorio de Navidad de Bach, con el coro y la orquesta de la Academia de Detmold en 1951, y con el Thomanerchor en 1958, con la Gewandhausorchester y los solistas Agnes Giebel, Marga Höffgen, Josef Traxel y Dietrich Fischer-Dieskau. Dirigió varias cantatas de Bach con el Thomanerchor en una serie "Bach Made in Germany", incluyendo la primera grabación de Hermann Prey como bajo en Ich will den Kreuzstab gerne tragen, BWV 56, y varias cantatas profanas.